# In the Halls of Awaiting
In the Halls of Awaiting è il primo album degli Insomnium, pubblicato nel 2002.

## Tracce
1. III-Starred Son – 4:46
2. Song of the Storm – 4:22
3. Medeia – 4:21
4. Dying Chant – 4:13
5. The Elder – 4:46
6. Black Waters – 5:00
7. Shades of Deep Green – 7:33
8. The Bitter End – 5:08
9. Journey Unknown – 4:32
10. In the Halls of Awaiting – 10:55

## Formazione
- Niilo Sevänen − voce, basso
- Ville Friman − chitarra
- Ville Vänni − chitarra
- Markus Hirvonen − batteria